# Liste der Einträge im National Register of Historic Places im Lake County (Tennessee)

Lage des Lake Countys in Tennessee

Die Liste der Einträge im National Register of Historic Places im Lake County in Tennessee führt die Bauwerke und historischen Stätten im Lake County auf, die in das National Register of Historic Places aufgenommen wurden.

## Derzeitige Einträge
| [ 2 ] | Name                           | Bild                  | Eintragsdatum        | Lage                                         | Ort         | Beschreibung |
| ----- | ------------------------------ | --------------------- | -------------------- | -------------------------------------------- | ----------- | ------------ |
| 1     | Caldwell-Hopson House          | Caldwell-Hopson House | 1993 ID-Nr. 93000150 | 431 Wynn Street 36° 22′ 33″ N, 89° 28′ 50″ W | Tiptonville |              |
| 2     | Cremaillere Line Fortification |                       | 1998 ID-Nr. 98001188 | Adresse nicht veröffentlicht                 | Tiptonville |              |